# Conzano
Conzano (piemontiul: Consan) település Olaszországban, Piemont régióban, Alessandria megyében. Lakosainak száma 932 fő (2023. január 1.). Conzano Camagna Monferrato, Casale Monferrato, Lu e Cuccaro Monferrato és Occimiano községekkel határos.

## Népesség
A település lakossága az elmúlt években az alábbi módon változott:
| Lakosok száma | 962  | 954  | 932  |
|               | 2017 | 2018 | 2023 |